# 1943 中途島海戰
《1943 中途島海戰》是卡普空在1987年6月推出的縱向捲軸射擊遊戲，平臺是大型電玩，也有移植到紅白機的版本，除了日文版也有英文版，以下簡稱為《1943》。

## 概要
1943是「1942」的續作，這次遊戲的背景以太平洋戰爭的中途島戰役為藍本（雖然該戰役發生在1942年），玩家與前作「1942」一樣操作美軍的P-38閃電式戰鬥機，在中途島與日本海軍展開決戰。前作「1942」最大的特色「空中迴旋」、「子機」系統都有保留下來，「1943」更新加入了許多新武裝，與最具特色的「能源系統」，打破了過去射擊遊戲的自機只能承受一次攻擊的概念，加上受到了同年推出的究極虎的影響，加入了類似「炸彈系統」的「Mega Crash」。
「1943」與「1942」最大的不同是，「1942」並沒有明確指出遊戲中的敵軍是日本海軍，只有曖昧的將遊戲中出現的敵機以日本風格設計，但是「1943」除了部分的虛構武裝，遊戲中出現的所有戰艦都是用史實存在的日本戰艦命名。

## 系統
1943使用8方向搖桿來移動，兩個按鈕分別控制普通攻擊與Mega Crash，遊戲總共有16關。

### 能源系統
遊戲系統並不使用一般射擊遊戲常用的殘機制，而是使用類似格鬥遊戲血條的能源量表。在能源制底下自機受到攻擊只會讓能源量表下降，並不會立刻被破壞，但是相對的自機只要能源用完墜毀一次遊戲就結束了。以下是會讓能源下降的狀況：
- 被敵方砲火擊中。
- 與敵機相撞，特別是撞上大型機是非常危險的。
- 隨著時間經過能源會緩慢下降。
- 使用Mega Crash

### 武器系統
和1942一樣，遊戲中會出現紅色的戰鬥機編隊，如果全數擊破會掉落道具「POW」，本作的「POW」用途從強化武裝改為回復能量。另外如果對「POW」射擊，「POW」就會與四種強化武裝道具不斷的交替變化，次序由POW->Shotgun->POW->3-Way->POW->Auto->POW->Shell；經過兩回交替，最後變成油釭能回復大量能量。得到武裝道具後能源量表旁會出現倒數計時，表示武裝還剩下幾秒鐘能夠使用，得到與目前使用武裝重複的武裝道具能夠延長武裝的使用時間，最多可以延長到64秒。以下是遊戲中出現的強化武裝類型：
- Auto/自動
  - 向前方快速的連射子彈，按住按鈕的話可以連射一小段時間。
- 3-Way/三向
  - 從自機的左、右以及前方發射子彈，屬於高泛用性的武裝。
- Shotgun/散射
  - 扇形發射五發子彈，可以消除敵人的子彈，但是射程非常短。
- Shell/砲彈
  - 向前方發射高攻擊力的飛彈，按住按鈕的話可以連射。
- Laser/雷射
  - 隱藏武裝，能一擊必殺頭目
- SideFighter/側護子機
  - 將Auto、Shell的射程範圍擴大

### Mega Crash
Mega Crash是本作追加的新系統，使用後會依照場景的不同出現各種效果。使用Mega Crash雖然會消耗能源，但是可以消除畫面上的敵彈，同時給予所有敵人不小的傷害。以下是所有Mega Crash的種類以及發動的條件。
- 閃電：只限空中場景，會破壞所有的小型敵機。
- 海嘯：只限低空戰鬥場景，發動時會破壞所有的小型敵機，傷害敵方船隻同時造成捲軸暫時停止捲動數秒鐘。
- 旋風：清除畫面上所有的敵方砲火。（一定機率發生）

## 各關頭目命名
遊戲關卡開始時都會提示本關的擊破目標，過關後也會顯示「XX擊沉」的訊息，以下是各關頭目的命名：
- 第1關：利根（重型巡洋艦）
- 第2關：加賀（航空母艦）
- 第3關：亞也虎I（超大型轟炸機，連山）
- 第4關：扶桑（戰艦）
- 第5關：赤城（航空母艦）
- 第6關：大飛龍（大型轟炸機編隊，飛龍）
- 第7關：伊勢（航空戰艦）
- 第8關：飛龍（航空母艦）
- 第9關：亞也虎II（超大型轟炸機，遊戲原創虛構機體）
- 第10關：陸奧（戰艦）
- 第11關：大飛龍（大型轟炸機編隊，飛龍）
- 第12關：山城（戰艦）
- 第13關：蒼龍（航空母艦）
- 第14關：亞也虎III（超大型轟炸機，富嶽）
- 第15關：長門（戰艦）
- 第16關：大和（戰艦）
- 未使用的命名：築摩、瑞鳳、日向

## 外部連結
- （英文）1943 中途島海戰（页面存档备份，存于） Killer List of Videogames